# Fedor Ozep
Fédor Aleksandrovich Otcep (Фёдор Александрович Оцеп) dit Fedor Ozep, est un réalisateur et scénariste russe, né le 9 février 1895 à Moscou (Empire russe), et mort le 20 juin 1949 à Beverly Hills dans le comté de Los Angeles (États-Unis),.

## Parcours
Fedor Ozep commence sa carrière cinématographique en Russie, comme scénariste aux côtés du réalisateur Yakov Protazanov. Il réalise son premier film en 1925 avec Boris Barnet. En 1928, il quitte l'URSS pour l'Allemagne, y tourne un film, puis en 1933 trouve refuge en France où il signe cinq films. 
Lorsque la guerre éclate, il est arrêté, parvient à s'échapper, s'installe aux États-Unis, et y tourne un unique film. 
Il réalise encore trois films au Québec et meurt soudainement d'une crise cardiaque à Beverly Hills en 1949.

## Filmographie

### Réalisateur
- 1926 : Miss Mend coréalisé avec Boris Barnet
- 1928 : Terre prisonnière (Земля в плену, Zemlia v plenou)
- 1929 : Le Cadavre vivant (Jivoï troup)
- 1931 : Les Frères Karamazov (en), version en français
- 1931 : Der Mörder Dimitri Karamasoff (de), version en allemand
- 1932 : Mirages de Paris
- 1933 : Großstadtnacht, version en allemand de Mirages de Paris
- 1934 : Amok
- 1937 : La Dame de pique
- 1938 : Gibraltar
- 1938 : Tarakanowa, version en français de La principessa Tarakanova de Mario Soldati
- 1943 : Three Russian Girls
- 1945 : Le Père Chopin
- 1945 : Cero en conducta
- 1947 : La Forteresse, version en français de Whispering City
- 1947 : Whispering City, version en anglais de La Forteresse

### Scénariste
- 1916 : La Dame de pique (Pikovaïa dama) de Yakov Protazanov
- 1922 : Polikouchka d'Alexander Sanine
- 1924 : Aelita de Yakov Protazanov
- 1924 : La Vendeuse de cigarettes de Mosselprom (Papirosnitsa ot Mosselproma) de Iouri Jeliaboujski
- 1925 : Le Maître de poste (Kollejskiy reguistrator) d'Ivan Moskvine et Iouri Jeliaboujski
- 1926 : Miss Mend
- 1928 : La Poupée aux millions (Koukla s millionami)
- 1928 : Terre prisonnière (Zemlia v plenou)
- 1929 : Le Cadavre vivant (Jivoï troup)
- 1931 : Les Frères Karamazov (en)
- 1931 : Der Mörder Dimitri Karamasoff (de)
- 1932 : Mirages de Paris
- 1933 : Großstadtnacht

### Acteur
- 1925 : La Fièvre des échecs (Shakhmatnaya goryachka) : Game spectator

### Monteur
- 1931 : Der Mörder Dimitri Karamasoff (de)